# Helianthus arizonensis
Helianthus arizonensis là một loài thực vật có hoa trong họ Cúc. Loài này được R.C.Jacks. mô tả khoa học đầu tiên năm 1963.